# Éliminatoires de la Ligue mondiale de volley-ball 2012
Le FIVB World League 2012 Qualification est un tournoi de qualification pour déterminer les 2 équipes qualifiées pour la Ligue mondiale de volley-ball 2012. Les deux dernières équipes de la ligue mondiale précédente ainsi que la meilleure équipe de chaque zone continentale disputent ces qualifications.

## Équipes
| Équipe       | Qualifié pour |
| Second tour  | Second tour |
| ------------ | --- |
| Portugal     | 14e place de la Ligue mondiale de volley-ball 2011                                                                         |
| Porto Rico   | 16e place de la Ligue mondiale de volley-ball 2011                                                                         |
| Premier tour | |
| Égypte       | Meilleure équipe africaine non qualifiée (n°13 au classement FIVB)                                                         |
| Chine        | Meilleure équipe asiatique non qualifiée (n°11 au classement FIVB)                                                         |
| Canada       | Meilleure équipe américaine non qualifiée de la Coupe panaméricaine de volley-ball masculin 2011 (n°22 au classement FIVB) |
| Slovaquie    | Vainqueur de la Ligue européenne de volley-ball 2011 (n°33 au classement FIVB)                                             |

|  | Qualifiés     |
|  | Non qualifiés |

## Règlement

### Format
Le premier tour des qualifications oppose quatre équipes issues de 4 fédérations continentales : l'AVC (Asie), la CEV (Europe), la CAVB (Afrique) et la NORCECA-Confédération sud-américaine de volley-ball (Amérique du Nord et Amérique du Sud qui comptent pour une zone au lieu de deux). L'équipe de la CEV affronte l'équipe de la zone américaine tandis que l'équipe asiatique affronte celle d'Afrique. Ces deux affrontements se jouent en deux matchs sur le terrain de l'équipe la mieux placée au classement mondial. Les deux équipes qualifiées passent au second tour.
Au second tour, les équipes qui participaient à la Ligue mondiale l'année dernière entrent en compétition. Chacune d'entre elles joue une double confrontation sur le terrain d'une équipe issue du premier tour. Les vainqueurs des doubles confrontations se qualifient pour la Ligue mondiale de volley-ball 2012.

### Comptage des points et égalité
Système de comptabilisation des points: 

- Pour une victoire par 3-0 ou 3-1, le vainqueur obtient 3 points, le perdant 0 point.
- Pour une victoire par 3-2, le vainqueur obtient 2 points, le perdant 1 point.

Pour départager les équipes en cas d'égalité on utilise les critères suivants :
1. Ratio des sets
2. Ratio des points

## Premier tour

### Canada - Slovaquie
| # | Équipe    | Pts | J | G | P | Pp  | Pc  | Ratio | Sp | Sc | Ratio |
| 1 | Canada    | 3   | 2 | 1 | 1 | 175 | 160 | 1.094 | 4  | 3  | 1.333 |
| 2 | Slovaquie | 3   | 2 | 1 | 1 | 160 | 175 | 0.914 | 3  | 4  | 0.75  |

### Chine - Égypte
| # | Équipe | Pts | J | G | P | Pp  | Pc  | Ratio | Sp | Sc | Ratio |
| 1 | Chine  | 5   | 2 | 2 | 0 | 189 | 177 | 1.068 | 6  | 2  | 3     |
| 2 | Égypte | 1   | 2 | 0 | 2 | 177 | 189 | 0.937 | 2  | 6  | 0.333 |

## Deuxième tour

### Chine - Portugal
| # | Équipe   | Pts | J | G | P | Pp  | Pc  | Ratio | Sp | Sc | Ratio |
| 1 | Portugal | 4   | 2 | 1 | 1 | 203 | 193 | 1.052 | 5  | 4  | 1.25  |
| 2 | Chine    | 2   | 2 | 1 | 1 | 193 | 203 | 0.951 | 4  | 5  | 0.8   |

### Canada - Porto Rico
| # | Équipe     | Pts | J | G | P | Pp  | Pc  | Ratio | Sp | Sc | Ratio |
| 1 | Canada     | 6   | 2 | 2 | 0 | 168 | 139 | 1.209 | 6  | 1  | 6     |
| 2 | Porto Rico | 0   | 2 | 0 | 2 | 139 | 168 | 0.827 | 1  | 6  | 0.167 |

## Bilan
Le  Portugal se maintient en Ligue mondiale tandis que le  Canada y retourne pour la première fois depuis 2007.